# کوجو آفانو
کوجو آفانو (انگلیسی: Kodjo Afanou؛ زادهٔ ۲۱ نوامبر ۱۹۷۷) بازیکن فوتبال اهل فرانسه است.
از باشگاه‌هایی که در آن بازی کرده‌است می‌توان به باشگاه فوتبال الحزم عربستان سعودی، باشگاه فوتبال غازی عینتاب‌اسپور، باشگاه فوتبال الفیصلی عربستان سعودی، باشگاه فوتبال العین، و باشگاه فوتبال بوردو اشاره کرد.
وی همچنین در تیم ملی فوتبال فرانسه بازی کرده‌است.